# Zatom
Zatom (niem. Zatten) – wieś sołecka w Polsce położona w województwie zachodniopomorskim, w powiecie choszczeńskim, w gminie Drawno. W latach 1975–1998 miejscowość administracyjnie należała do województwa gorzowskiego. W 2007 wieś liczyła 140 mieszkańców. Najbardziej na południe położona miejscowość gminy.
Osady wchodzące w skład sołectwa: Jaźwiny, Rogoźnica.

## Geografia
Wieś leży ok. 15 km na południe od Drawna i jest otoczona wstęgą rzeki Drawy. Cała wieś leży w Drawieńskim Parku Narodowym i jego otulinie, przy drodze do Dobiegniewa. Na skraju wsi przy dawnym szlaku solnym, wiodącym z Wielkopolski do Kołobrzegu, rośnie najstarszy w Polsce klon, zwany Klonem Solarzy. 
Stara wieś na śródleśnej polanie, wzmiankowana już w XV wieku.

## Zabytki i atrakcje turystyczne
- kościół filialny pw. NMP Matki Kościoła, zbudowany w latach 1984–1989, rzymskokatolicki należący do parafii pw. Najświętszego Serca Pana Jezusa w Barnimiu, dekanatu Drawno, archidiecezji szczecińsko-kamieńskiej, metropolii szczecińsko-kamieńskiej.

Przy drodze do Drawna kuźnia z podcieniem, zaadaptowana na dom letniskowy.

## Przyroda
Przy drodze do Barnimia rósł „Klon Solarzy” o obwodzie 525 cm, jeden z najgrubszych i najstarszych klonów w Polsce. Nazwę otrzymał na pamiątkę dawnego szlaku handlowego tzw. szlaku solnego, którym transportowano sól z Kołobrzegu do Wielkopolski. W wyniku nawałnicy na przełomie lipca i sierpnia 2017 r. drzewo runęło. 
Okoliczne lasy na prawym brzegu Drawy zwane były Puszczą Zatomską

## Astronomia
Zatom jest miejscowością położoną w rejonie niskiego zanieczyszczenia światłem. Nocne niebo jest tam bardzo ciemne, co umożliwia obserwacje jakościowo lepsze niż z przeciętnych terenów wiejskich. Z tego powodu Zatom jest miejscem zlotów miłośników astronomii organizowanych przez Forum Astronomiczne.

## Turystyka
Węzeł znakowanych szlaków turystycznych: 
- Szlak im. Stefana Czarnieckiego z Drawna do Starego Osieczna
- początek szlaku  do Nowej Korytnicy

oraz dwa okrężne szlaki konne: 
- „północny” – 7,4 km
- „południowy” – 7,1 km

oba zaczynają się i kończą w Zatomiu.